# Christoph Bühler (Soziologe)
Christoph Bühler (* 1963) ist Soziologe und Professor an der Universität Hannover.
Bühler studierte Soziologie an der Universität München und wechselte danach ans Max-Planck-Institut für demografische Forschung in Rostock. Seine Arbeitsgebiete waren Fruchtbarkeit, Entscheidungsfindung zur Reproduktionsmedizin, Soziale Netzwerke und soziologische Aspekte der Wende 1989/90. In diesem Zusammenhang erforschte er auch die Unternehmensgründungen im Raum Leipzig.
Seit 2010 ist er an der Uni Hannover Bereichsleiter für Empirische Sozialforschung, Bevölkerungsentwicklung und mikro-soziologische Theorie. Er setzt auch frühere Tätigkeiten in der  Gender-Thematik (GGP-Programm) fort.
Laufende Forschungsprojekte:
- Measuring the Desire for Children in Low Fertility Settings
- The Generations and Gender Programme (GGP)